# Erisdorf
Erisdorf ist eine Ortschaft der Gemeinde Ertingen im westlichen Landkreis Biberach, Baden-Württemberg, etwa 5 km südöstlich von Riedlingen. Der Ort liegt um einen wasserreichen Kessel herum, in dem der Röthenbach, ein Zufluss der Schwarzach, entspringt und sich ausgeprägte Tuffsteinlager befinden. Das Dorf besteht aus einem hufeisenförmigen Ortsteil auf dem Bergrücken (Oberdorf) und einem Ortsteil um das kleine Tal des Röthenbachs (Unterdorf) nahe Neufra. Erisdorf erstreckt sich mit Dorfzentrum und neuzeitlichen Siedlungen von der Moränenhochfläche der Riß-Kaltzeit zum Tal des Röthenbachs hinunter.
Die früher selbstständige Ortschaft wurde 1975 nach Ertingen eingemeindet. In Erisdorf lebten 2009 449 Einwohner. Die Einwohnerzahl stieg bis zum Jahresende 2023 auf 540 Einwohner.
Markante Gebäude und Objekte sind die Kirche St. Bartholomäus, das Rathaus und die denkmalgeschützte Linde. Kulturdenkmale sind der mittelalterliche Ortskern, die Pfarrkirche mit Friedhof und die ehemalige Mahlmühle.

## Geschichte

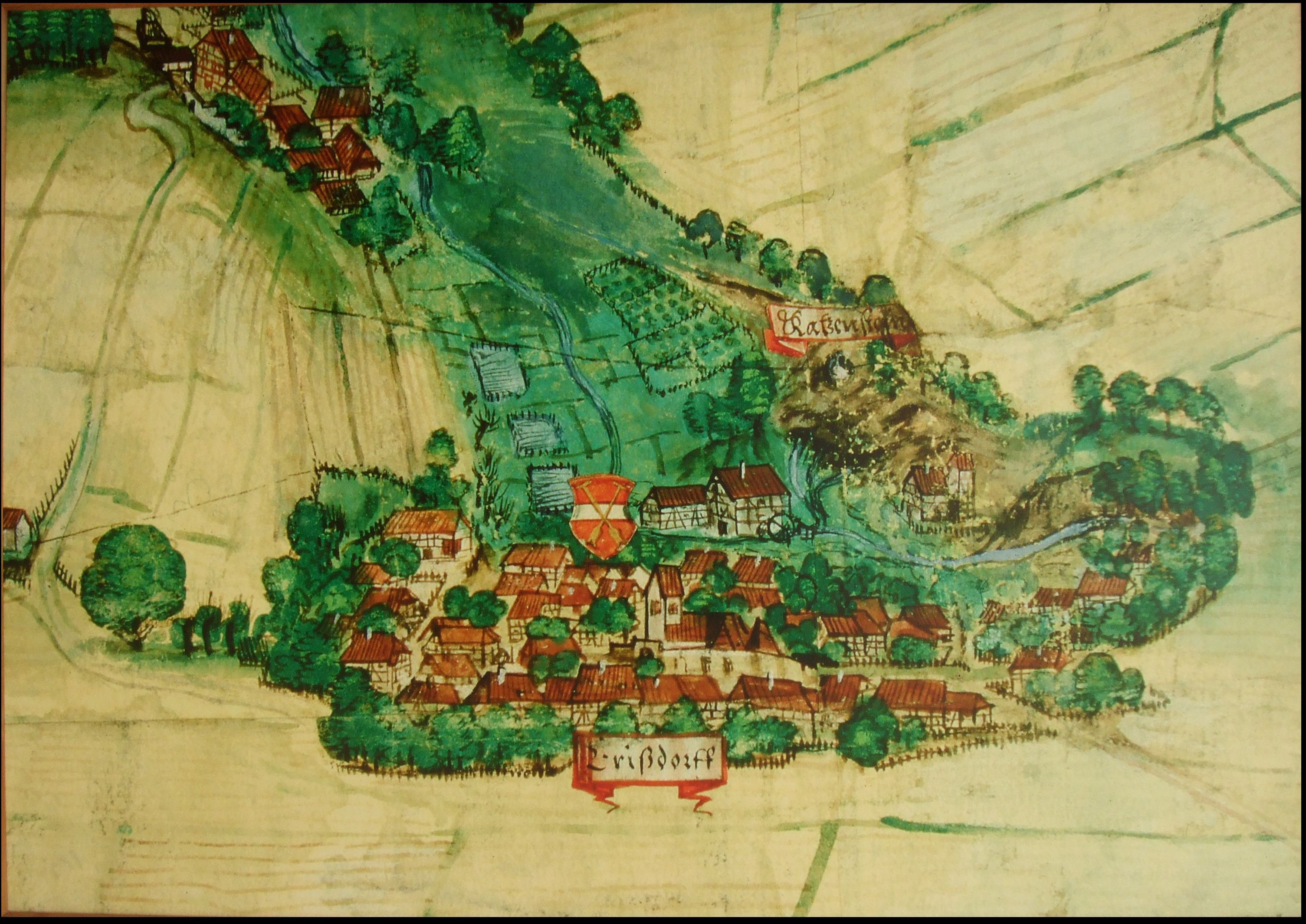
Erisdorf 1589, Karte von Philipp Renlin

Funde aus der Jungstein- und Bronzezeit, wie auch die Lage an der keltischen Urstraße, weisen auf eine sehr frühe Besiedlung hin, von welcher der „Rauhe Lehen“ Zeugnis gibt, ein aufgeschütteter Hügel möglicherweise über den Grabstätten eines vorrömischen Fürstengeschlechts. Bei Grabungen im Jahre 1859 fand der Riedlinger Altertumsverein am südlichen Ortsrand auf dem Gebiet der ehemaligen Kiesgrube (heute der Sportplatz) drei Reihengräber aus der Merowingerzeit, die auf eine weiter zurückliegende Besiedlung schließen lassen. Beigaben waren eine Lanzenspitze mit Tüllenring und ein Schwert mit Scheideverzierung in Messing. Die ursprüngliche alemannische Besiedlung fand in der älteren Ausbauzeit im 7. Jahrhundert statt, worauf auch der Ortsname auf -dorf schließen lässt.
In der Römerzeit verlief an Erisdorf vorbei von Ennetach her eine alte Römerstraße, auch Heerstraße genannt.
Römische Gebäudereste, die auf einen römischen Gutshof (villa rustica) schließen lassen, fanden sich in den Jahren 1984/85 auf Luftbildaufnahmen bei Erisdorf.
Der Ortsname wird 1311 aus Anlass des Verkaufs der Erisdorfer Güter des Ritters Heinrich gen. Fleke/Flekke an Abt und Konvent des Klosters Salmansweiler (Salem) erstmals genannt, in der Form „Eringsdorf“. Der Besitzanteil Heinrich Flekkes war Teil des Preises für eine Burg bei Pflummern, die Graf Wolfrad von Veringen gekauft hatte. Der Verkaufspreis der Güter Heinrichs betrug 73 Mark Silber und zwei Schilling.
Für 1359 gibt es einen Hinweis auf ein nach dem Dorf benanntes Niederadelsgeschlecht: Johann von Eringsdorf, Kirchherr in Ringschnait.
Der Name des Orts wurde in älteren Urkunden Ehrensdorf oder Eringsdorf geschrieben. Der Ort war Kirchen-Filiale von Ertingen, hatte aber schon frühe seine eigene Kirche mit einem Geistlichen. 1813 wurde die Kirche zur unabhängigen Pfarrkirche. Die Gemeinde hatte früher auch das Ernennungsrecht des Kaplans, dessen Stelle 1403 von der Gemeinde gestiftet worden sein soll.
Von den frühesten Zeiten an gehörte Erisdorf zum Großteil als Lehen zum Kloster Reichenau und zu den Brüdern Heinrich und Eckard von Reischach. Die hohe Gerichtsbarkeit und das Jagdrecht wurden von der Grafschaft Friedberg in Anspruch genommen, in deren Banne Erisdorf lag. Riedlingen berief sich aber darauf, dass 1695 eine Landesfürstliche Kommission entschieden hatte, dass die Stadt in den drei zu ihrem Spital gehörigen Orten hohe und niedere Obrigkeitsrechte ausgeübt habe.
Teils als Lehen, teils als freies Eigentum hatten die Reichsritter von Hornstein Erisdorf um etwa 1350 inne. Von Johann von Hornstein wurde es an Heinrich und Eckhart von Reischach verkauft, die das Dorf teilten, das zum Teil Lehen des Klosters Reichenau war, teils Eigengut. 1361 erbte Adelheid von Reischach, Gemahlin Walters von Freyberg, den Anteil ihres Vaters Heinrich und verkaufte das Allodium 1398 zu zwei Dritteln an das Spital Riedlingen, zu einem Drittel an den Riedlinger Stadtbürger Heinz Huber. Eckharts lehnbaren Anteil erbte zuletzt sein Sohn Heinrich zu Dietfurt. Dieser verkaufte 1398 seinen Anteil an das Spital zum Preis von 1400 Pfund Heller. Der Abt von Reichenau hob auf Bitten der Riedlinger 1403 den Lehensverband auf. Der große Zehnt war bei Reichenau und nachher bei Konstanz geblieben. Von Konstanz kam er durch die neuen Veränderungen an Baden.
Das Spital erwarb außerdem die Lehnsgüter des Klosters Salem und 1501 die 1491 erstmals erwähnte Mahlmühle am Röthenbach von einem Lux Müller samt Mühlrecht und Wasser. Insgesamt besaß das Spital von 1500 bis 1723 etwa 20 Lehnshöfe, der größte Teil mit 20 bis 30 Jauchert Ackerland. Seldner und Häusler kamen hinzu. Ein Wittumhof an der Zehntscheuer gehörte weiter zur Pfarrei Ertingen und damit zum Stift Buchau.
In den Urkunden von Heiligkreuztal kommt auch ein Hans von Eringsdorf vor, der 1594 einen Hof zu Waldhausen an das Kloster verkauft.
Bis zum Übergang an das spätere Königreich Württemberg im Jahre 1805 und in den Verwaltungsbereich des Oberamts Riedlingen 1806 besaß das Riedlinger Spital – bzw. als dessen Oberpfleger der Bürgermeister und Rat der Stadt Riedlingen – die höhere und niedere Gerichtsbarkeit, wählte den Ammann und besetzte jährlich das Gericht mit 12 Richtern aus dem Dorf.
1587 nahm der Karl Truchsess von Waldburg den Amman gefangen, da er das Recht des Spitals auf die höhere Gerichtsbarkeit bestritt.
Kirchlich gehörte Erisdorf dagegen zur Pfarrei Ertingen; wenn auch schon seit 1403 eine eigene Frühmesse bestand, so wurde es doch erst 1837 eine eigenständige Pfarrei.
1749 erster Sankt Georgsritt und erste Bartholomaeusprozession
Ein Teil des Erisdorfer Waldes (76 Hektar) gehört bis heute dem Riedlinger Spital (Spitalwald) und bildete noch 2024 die Haupteinnahmequelle des Spitals. Die meisten Einwohner von Erisdorf waren wahrscheinlich Leibeigene des Spitals, bis Österreich 1781 die Leibeigenschaft aufhob.
Ab 1806 hatte das Königreich Württemberg die Staatshoheit und verwaltete Erisdorf ab 1810 als Teil des Oberamts Riedlingen.
1825 wurde der Bereich der Höllsäge und ein Teil des Taubrieds eingemarkt. Damit wuchs die Fläche von 546 auf 527 Hektar.
1827 wurde der Ort in der Beschreibung des Oberamts Riedlingen als Gemeinde III. Klasse mit 8 Gemeinderäten beschrieben. Erisdorf hat 83 Wohnhäuser mit 339 Einwohnern.
1843 erbaute der Zimmermann Josef Stadler die Höllsäge, die durch Wohnhaus und Ställe erweitert wurde.
1845 wurde in Bergstraße 4 ein neues Armenhaus anstelle des alten erbaut. Es wurde 1977 abgerissen.
1859 Eine archäologische Grabung in der Kiesgrube ergab drei Gräber aus der Merowingerzeit.
1906 Erste Wasserleitung
1907 Bau eines neuen Pfarrhauses in der Pfarrstraße
1908 Bau eines neuen Rats- und Schulhauses in der Hauptstraße
1914–1918 Im Ersten Weltkrieg starben 11 Soldaten aus Erisdorf, 3 blieben vermisst.
1915 Anschluss an die Stromversorgung
1923 gab es 53 landwirtschaftliche Betriebe, 1 Schankwirtschaaft, 2 Gastwirtschaften und eine Branntweinbrennerei.
1924 Gründung der Musikkapelle durch Kasimir Obert und Ernst Allmeier
1939–1945 Im Zweiten Weltkrieg starben 17 Soldaten aus Erisdorf, 13 blieben vermisst.
1938 kam der Ort zum Landkreis Saulgau, am 1. Januar 1973 zum Landkreis Biberach. Am 1. Januar 1975 wurde Erisdorf nach Ertingen eingemeindet.
1949 Wiederaufbau der Musikkapelle durch Xaver Kugler und Eugen Beiter
1965 Kanalisation und neue Wasserleitung
1968 Asphaltierung der Ortsstraßen
1971 Schließung der Dorfschule, Kinder gehen zum Unterricht nach Ertingen
1975 Eröffnung des Kindergartens in den Räumen der Schule
1975 Asphaltierung der Nebenstra
1979 wurde Ertingen ein Wappen verliehen.
1989 Silbermedaille Unser Dorf soll schöner werden. Bundespreis Fassaden gestalten-Baukultur erhalten (Dorfgemeinschaftshaus)
1992 Baubeginn in der neuen Siedlung Holzgasse 
1994 Baubeginn in der Siedlung Hinter den Gärten
1999 Einweihung des Dorfgemeinschaftshauses (Neubau anstelle der Maichel-Scheuer)
2003 Gründung der Rothenbächler
2007 Einweihung des neu gestalteten Dorfplatzes mit Brunnen und des Feuerwehrgerätehauses
2010 600-Jahr-Feier der Altarweihe/Kirchenjubiläum
2011 700-Jahr-Feier

## Bürgermeister und Ortsvorsteher
Bürgermeister
- 1929–1930 Anton Maichel
- 1930–1963 Sebastian Hermanutz
- 1963–1974 Josef Speh

Ortsvorsteher
- 1975–1994 Josef Speh
- 1994–2014 Günter Speh
- 2015–2024 Klaus Binder
- 2024 Michael Göttle

## Feste und Bräuche
Das alemannische Fest des „Funkenfeuers“ findet am Sonntag nach der Fastenzeit statt.
Erisdorf veranstaltet seit 1996 alljährlich einen Weihnachtsmarkt.
Seit 2015 wird der Frühlingsmarkt veranstaltet.
Typisch für Erisdorf ist das traditionsreiche „Nuadlafescht“, das Anfang der 1990er Jahre wiederbelebt wurde. Es ist ein Dorffest, bei dem Nudelgerichte regionaler Art angeboten werden, wie zum Beispiel die „Zigarnudla“ (zigarrenförmige in Fett gebackene Nudeln). Anlass der Feier ist das Kirchenpatrozinium des Hl. Bartholomäus am 24. August. Veranstalter ist der Musikverein Erisdorf.
Die „Röthenbächle“ (gegründet 2003) sind typisch für die Fastnachtsbräuche Erisdorfs. Die Erisdorfer Fasnet beginnt am „Glombiga Donschdig“ mit einem Weißwurstfrühstück im Narrenstüble. Danach wird mit dem Musikverein der Kindergarten befreit. Nach einem „Hemadglonkerumzug“ durch die Ortschaft klingt das Fest am Abend mit einem Fest im Feuerwehrzelt aus. Beim Umzug wird am Erisdorfer Waaghaus der Müller „erweckt“ und der Narrenbaum wird auf den Dorfplatz gestellt. Am nächsten Tag folgt der Bürgerball. Der Fasnetssonntag mit Umzug und Kinderball bildet den Abschluss des Fests.
Die Bekleidung der Röthenbächler entspricht der früheren Kleiderordnung für die arme Bevölkerung. Wer etwas betuchter wirken wollte, ließ seine Kleidung blau färben. So trägt der Röthenbächler ein dunkelblaues Arbeitshemd, der Kragen und die Armabschlüsse sind in Hellblau gehalten. Dazu kommen beige Handschuhe. Die Beinkleidung besteht aus einer knielangen beigefarbenen Hose, gleichfarbigen Kniestrümpfen und braunen wadenhohen Schuhen. Das Gesicht ist mit einer Holzmaske verdeckt. Als Kopfbedeckung dient eine weiße Gugel. Über der linken Schulter trägt er einen weißen schlauchförmigen Mehlsack, in dem gebackene Kleinbrote für die Zuschauer der Umzüge eingepackt sind.

## Sehenswürdigkeiten
Die Mahlmühle am Röthenbach, die am tiefsten Punkt der Talsohle liegt, wurde 1491 urkundlich erwähnt, der Betrieb endete 1973.
Der „Rauhe Lehen“ bei Erisdorf soll eventuell zum Denkmal erhoben werden. Allerdings will das Landesdenkmalamt den Grabhügel nicht verändern und die bisherige Formation erhalten. Für Touristen soll er etwas hergerichtet und eventuell mit einer Treppe versehen werden, hieß es im Gemeinderat Ertingen.
1989 gewann Erisdorf die Silbermedaille beim Wettbewerb „Unser Dorf soll schöner werden“ und für das Dorfgemeinschaftshaus den Bundespreis beim Wettbewerb „Fassaden gestalten – Baukultur erhalten“.
In Erisdorf befindet sich die Landscheune, ein privates land- und hauswirtschaftliches Museum.

## Pfarrkirche St. Bartholomäus

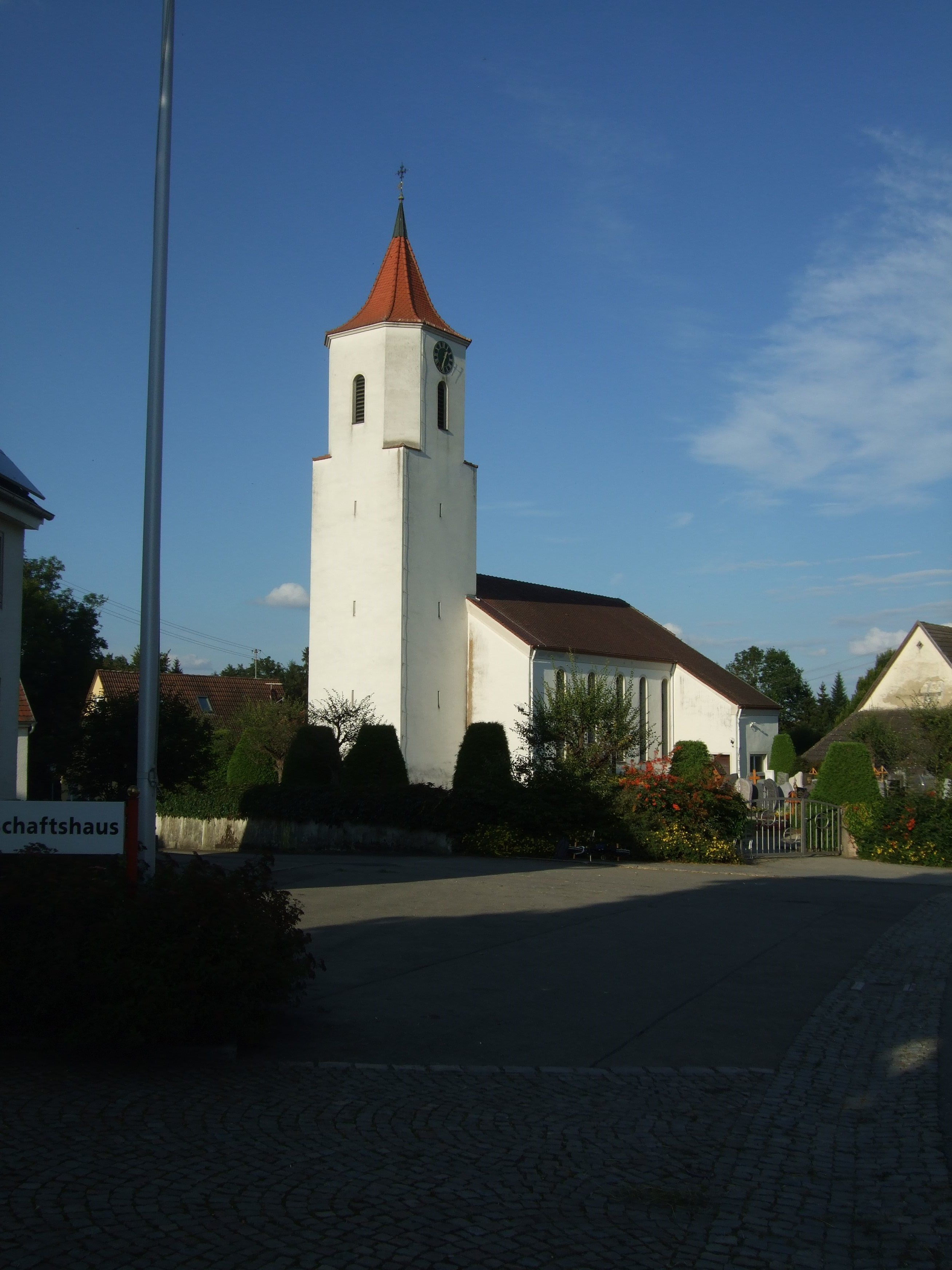
Pfarrkirche St. Bartholomäus Erisdorf

Oberhalb der Talsenke, in der sich das „Unterdorf“ mit der ehemaligen Mühle im Röthenbachtal befindet, liegt das „Oberdorf“  mit der der Pfarrkirche St. Bartholomäus und dem Friedhof im Zentrum. Die Kirche ist als Kulturdenkmal von besonderer Bedeutung in das Denkmalbuch eingetragen. Bereits in der Zeit von 1360 wird eine Kapelle oder Kirche erwähnt. Am 20. August 1410 fand die erste Altarweihe statt. Umbauten veränderten das Erscheinungsbild des Kirchengebäudes erheblich, vor allem durch den Anbau eines halbrunden Chors 1710 und die Umwandlung des Kreuzschiffs in ein Langschiff 1896. Die gotische Ausgangsform ist aber besonders in dem Wehrturm mit Schießscharten deutlich zu erkennen. Nach der letzten Renovierung, die zwar die Kirche etwas nüchterner machte, konnten bedeutende Kunstwerke in der Kirche verbleiben, so die barocke Madonna, der heilige Wendelin, Konrad und Stefanus.
Der Friedhof rings um die Kirche ist um 1590 urkundlich erwähnt.

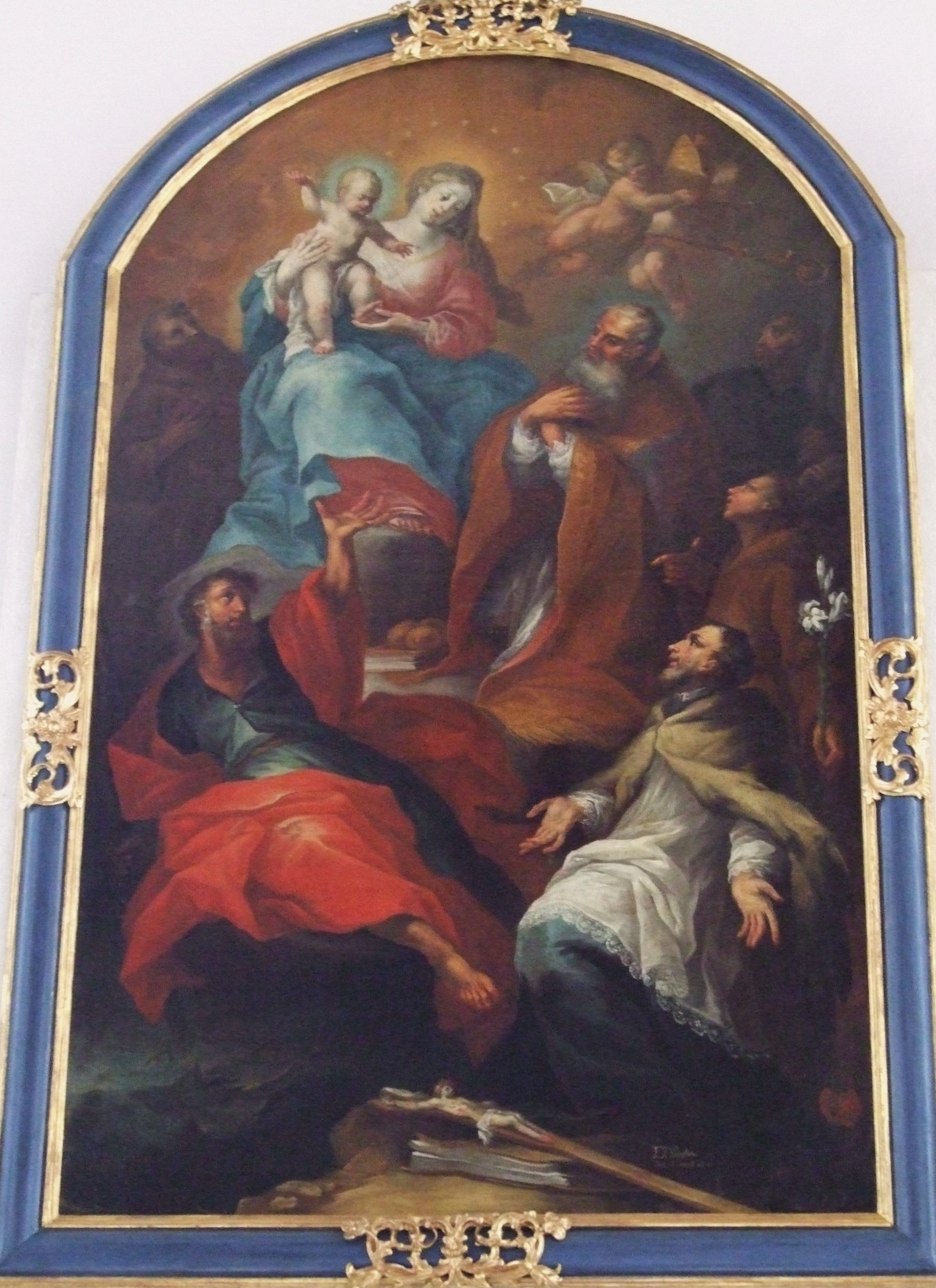
Franz Joseph Spiegler: Maria von verschiedenen Heiligen verehrt (1721)

Franz Joseph Spiegler malte 1721 im Auftrag der Spitalpflege Riedlingen ein Altarblatt in Öl für die Pfarrkirche Erisdorf Maria von verschiedenen (Franziskaner-)Heiligen verehrt mit einem Allianz-Stifterwappen. Es hängt im Altarraum als zentraler Blickfang für den Kirchenbesucher. Es zeigt im oberen Drittel Maria mit dem kleinen Jesus, umgeben von Franz von Assisi, den Franziskanern Antonius von Padua und Johann Capistran sowie Nikolaus von Myra mit seinem Attribut der Bischofsmitra, getragen von einer Putte. In der unteren Bildhälfte sind der Apostel Bartholomäus als Kirchenpatron und der Märtyrer Johann von Nepomuk zu sehen. Die Gesichtszüge des heiligen Nikolaus gleichen denen von Spieglers Heiligem Joseph in Bronnen (Gammertingen). Das Ölgemälde vermittelt neben dem von Johann Kaspar Sings herrührenden Madonnentypus in dem Landschaftselement etwas vom Einfluss Oberitaliens, zum Beispiel vom Stil Antonio Balestras.

## Gaststätten
- Bergstüble, seit 1982

## Vereine
Die Abteilung Erisdorf der Freiwilligen Feuerwehr Ertingen hatte Ende 2024 30 Mitglieder. 
- Deutscher Amateur-Radio-Club Ortsverband Ertingen P57
- Musikverein Erisdorf, 26 aktive Musiker, 6 Jungmuskanten (2011)
- Frauenturnen
- Männerturnen
- Katholische Landjugend KLJB
- Narrenverein „Röthenbächler“

## Einrichtungen
- Kindergarten Dorfwichtel, seit 18. August 1975